# Trachodon
A Trachodon (jelentése 'durva fog') a hadrosaurida dinoszauruszok egyik kétséges neme, amely a késő kréta időszaki campaniai korszakban keletkezett montanai Judith River Formációból származó fogak alapján ismert. Történelmi szempontból fontos, bonyolult taxonómiájú nem, meIyet a modern őslénykutatók már nem használnak.
Érdekes módon annak ellenére, hogy antonomázia révén évtizedeken át ikonikus kacsacsőrű dinoszauruszként használták, a leletanyaga kacsacsőrűek egy és ceratopsida fogainak keverékéből áll (ez utóbbi dupla gyökeréről különböztethető meg), a leírását elkészítő Joseph Leidy pedig a különbséget felismerve azt javasolta, hogy a nem használatát a jelenleg ceratopsida fogakként ismert maradványokra korlátozzák. A kacsacsőrű fogakra való korlátozással a nem lambeosaurinává vált volna.

## Történet és taxonómia

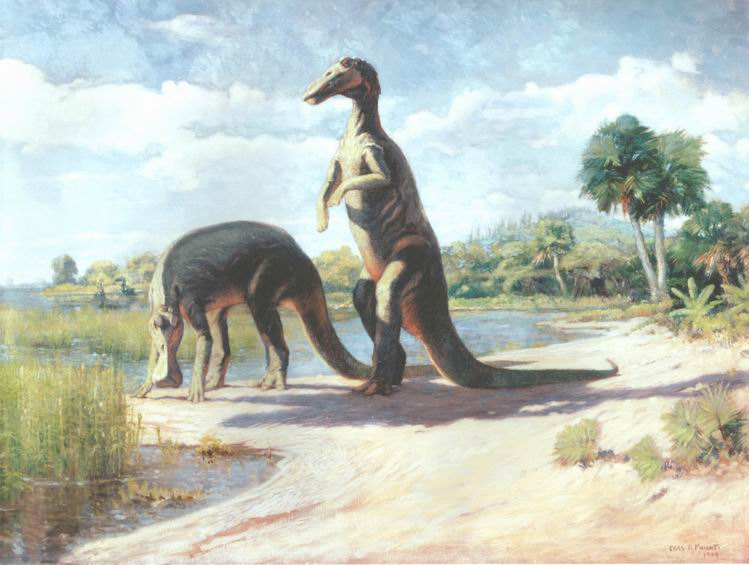
A Trachodon Charles R. Knight által 1905-ben készített rekonstrukciója, amely egy jelenleg Anatotitan néven besorolt leleten alapul

1856-ban Joseph Leidy töredékes maradványokhoz jutott, melyeket Ferdinand V. Hayden gyűjtött be a Judith River Formációban. E csontokból megalkotta az első észak-amerikai dinoszaurusz neveket, a Deinodont, a Palaeoscincust, a Trachodont és a Troodont (akkori írásmód szerint Troödon), melyek közül jelenleg már csak az utolsó van használatban. Az ANSP 9260 jelzésű leleten alapuló Trachodon hét, egymáshoz nem kapcsolódó fog, amik közül az egyik dupla gyökerű. A jobb állapotú Hadrosaurus maradványok miatt átgondolta a taxonómiát, és legalábbis nem hivatalosan azt javasolta, hogy a Trachodon csak a dupla gyökerű fogra vonatkozzon, míg a többi tartozzon a Hadrosaurushoz. Az ezt követő Csontháború során, a Trachodon és rokonai egyre nagyobb zavart okoztak, az egyik szerző például a Claosaurus agilis kivételével az összes ismert hadrosaurida fajt a Trachodonhoz kapcsolta, de miután leírás készült a Sziklás-hegység területéről, Albertából és Saskatchewanból származó új leletekről, a későbbi szerzők szűkíteni kezdték a nem használatát.
1942-ben az R.S. Lull és N.E. Wright által készített, kacsacsőrűekről szóló jelentős monográfia megjelenése után a holotípusát az „összes hadrosaurida dinoszaurusznemre jellemzőnek” kezdték tekinteni, eltekintve a durva szegélytől, melyről a nevét kapta, és amit nem vettek figyelembe. A nevet a továbbiakban a történelmi utalásokat leszámítva nem használták, és kétséges névvé (nomen dubium) vált.

### Fajok
Több fajt is ehhez a nemhez kapcsoltak, főként az első világháború előtt. Ezek közül itt csak azok kerülnek említésre, amelyeket eredetileg a Trachodon fajaként hoztak létre.
Típusfaj:
T. mirabilis Leidy, 1856
Egyéb fajok:
- T. (Pteropelyx) altidens (nomen dubium) Lambe, 1902[12] (az NMC 1092 jelzésű lelet, egy fogakat is tartalmazó bal maxilla alapján, ami a kanadai Alberta területéről, a késő campaniai korszakhoz tartozó Dinosaur Park Formációból került elő; Lull és Wright szerint a Procheneosaurus egyik faja,[8] így lehetséges, hogy egy fiatal lambeosaurina. Didanodon altidens Osborn, 1902 néven is ismert,[13] ami korábbi Lambe verziójánál, de lényegében feledésbe merült.)
- T. amurense Rjabinyin, 1925[14] (egy részleges, a kínai Heilongjiangból, az Amur partján levő késő kréta időszaki kőzetekből származó csontváz, az IVP AS gyűjtemény alapján, a későbbiekben T. amurensisre nevezték át, jelenleg pedig a Mandschurosaurus típusfaja)[15]
- T. atavus (nomen dubium) Cope, 1871[16] (rendszerint az Edmontosaurus regalis példányának tekintik,[10][11] bár évekkel korábbról származik, és emiatt elsőbbséget élvez)
- T. cantabrigiensis (nomen dubium) Lydekker, 1888[17] (a BMNH R.496 jelzésű lelet, egy fogcsonti fogon alapul, amit az angliai Cambridgeshire megyében Cambridge Greensand kora kréta időszaki, késő albai korszakbeli kőzeteiben fedeztek fel, és kétséges korai hadrosauridának tekintenek)[10][11]
- T. longiceps (nomen dubium) Marsh, 1897[18] (az YPM 616 jelzésű leleten, egy nagy méretű, fogakkal ellátott jobb fogcsonton alapul, amit Wyoming állam területén, a késő kréta időszak késő maastrichti korszakában keletkezett Lance Formációban fedeztek fel, és később az Anatotitanhoz kapcsoltak)[10]
- T. (Pteropelyx) marginatus (nomen dubium) Lambe, 1902[12] (a ROM 1218 jelzésű leleten, nem egymáshoz kapcsolódó koponya alatti (posztkraniális) csontváz elemeken alapul; egy kiméra ami a később elnevezett Stephanosaurus marginatus leletanyagát tartalmazza,[19] és amit részben a Lambeosaurus lambeihez,[20][21] részben pedig a Kritosaurus marginatushoz kapcsoltak,[21] ezt azonban a későbbi áttekintések nem követték.[10][11])
- T. (Pteropelyx) selwyni (nomen dubium) Lambe, 1902[12] (a NMC 290 jelzésű leleten, egy fogakat tartalmazó fogcsonton alapul, ami a Dinosaur Park Formációból, Albertából származik; túl türedékes ahhoz, hogy a Hadrosauridae családhoz kapcsolják)[10][11]

## Ősbiológia
Hadrosauridaként a Trachodon nagy testű, két illetve négy lábon járó növényevő lehetett.

## Fordítás
- Ez a szócikk részben vagy egészben a Trachodon című angol Wikipédia-szócikk ezen változatának fordításán alapul.  Az eredeti cikk szerkesztőit annak laptörténete sorolja fel. Ez a jelzés csupán a megfogalmazás eredetét és a szerzői jogokat jelzi, nem szolgál a cikkben szereplő információk forrásmegjelöléseként.

## Külső hivatkozások
- Whatever happened to Trachodon?. [2007. február 3-i dátummal az eredetiből archiválva]. (Hozzáférés: 2009. szeptember 25.)
- Realm of rubber dinosaurs. [2007. szeptember 29-i dátummal az eredetiből archiválva]. (Hozzáférés: 2009. szeptember 25.)